# Тадео Альєнде
Таде́о Альє́нде (ісп. Tadeo Allende, нар. 20 лютого 1999, Міна-Клаверо) — аргентинський футболіст, нападник клубу MLS «Інтер» (Маямі), який грає в оренді з іспанського клубу «Сельта Віго».

## Ігрова кар'єра
Тадео Альєнде народився 1999 року в місті Міна-Клаверо, та є вихованцем футбольної школи клубу «Інституто». У 2021 році Альєнде розпочав грати в основній команді клубу, в якій того року взяв участь у 24 матчах чемпіонату. З початку 2022 до кінця 2023 року футболіст грав у складі клубу «Годой-Крус», де зумів стати одним із основних гравців атакувальної ланки команди. На початку 2024 року нападник перейшов до складу іспанського клубу «Сельта Віго», проте в складі іспанської команди гравцем основного складу не став, і на початку 2025 року «Сельта» відправила футболіста в оренду до клубу MLS «Інтер» (Маямі), де в першій половині сезону футболіст зумів відзначитися 6 забитими голами в 13 проведених матчів регулярного чемпіонату.